# Marjolein 't Hart
Marjolein 't Hart (1955) is een Nederlands historicus en emeritus hoogleraar aan de Vrije Universiteit Amsterdam.

## Carrière
Marjolein 't Hart studeerde geschiedenis aan de Rijksuniversiteit Groningen en behaalde daar in 1981 een master in sociale en economische geschiedenis. Ze promoveerde in 1989 aan de Universiteit Leiden onder begeleiding van Wim Blockmans en Charles Tilly op een proefschrift over staatsvorming in het zeventiende-eeuwse Nederland. Vervolgens werkte 't Hart aan verschillende universiteiten. In 2010 was ze als Visiting Professor verbonden aan het departement "Studies of the Dutch Speaking World" van de Columbia-universiteit.
't Hart was aan de Vrije Universiteit Amsterdam verbonden als bijzonder hoogleraar Geschiedenis van Staatsvorming in Mondiaal Perspectief. Daarnaast was ze sinds 2013 betrokken als onderzoeker bij het Huygens Instituut. Op 30 mei 2022 hield ze haar afscheidsrede. Het onderzoek van 't Hart was vaak interdisciplinair van opzet en lag op het snijvlak tussen geesteswetenschappen en sociale wetenschappen. Daarbij richtte zij zich vaak op de sociale en economische achtergronden van staatsvorming, bureaucratisering, opstanden en revoluties.

## Geselecteerde bibliografie
- Oorlog en Ongelijkheid. Een inclusieve geschiedenis van de Gouden Eeuw (Amsterdam, Boom 2022).
- Wereldgeschiedenis van Nederland (Amsterdam, Ambo-Anthos 2018) i.s.m. anderen (red.).
- The Dutch Wars of Independence. Warfare and Commerce in the Netherlands 1570-1680 (Londen, Routledge 2014)
- De wereld en Nederland. Een sociale en economische geschiedenis van de laatste duizend jaar (Amsterdam, Boom 2011) i.s.m. Karel Davids (red.).
- ‘De democratische paradox en de Opstand in Vlaanderen, Brabant en Holland’, in: Mario Damen & Louis Sicking (red.), Bourgondië voorbij. Opstellen aangeboden aan Wim Blockmans (Hilversum 2010), 323-335
- A financial history of the Netherlands 1550-1990 (Cambridge, Cambridge University Press, 1997) i.s.m. Joost Jonker en Jan Luiten van Zanden.